# Колін Фьорз
Колін Ферз (англ. Colin Furze; 14 жовтня 1979, Стамфорд) — винахідник, каскадер, сантехнік, кінорежисер та ютубер родом з Стемфорда графство Лінкольншир, Англія. В 16 років він покинув школу, щоб стати сантехніком, в цій сфері він працював поки не долучився до телепрограми «Gadget Geeks» телеканалу «Sky1». Колін використовує свої сантехнічні та інженерні навички, щоб проєктувати та розробляти чудернацькі винаходи, такі як: найдовший мотоцикл в світі, найшвидший в світі дитячий візок на турбореактивній тязі, велосипед з пульсуючими реактивними двигунами тощо.
Деякі проєкти він здійснював за спонсорування популярних телевізійних та ігрових франшиз задля їх реклами, включаючи піжпружинений прихований клинок з серії ігор «Assassin's Creed» та бетонний постапокаліптичний бункер у своєму задньому дворі для реклами серіалу телеканалу «Sky1» «Ти, Я та Апокаліпсис».

## Винаходи
Колін створив багато божевільних винаходів які він публікує на своєму каналі на Youtube [Архівовано 23 вересня 2018 у Wayback Machine.].
23 березня 2010 він заявив що переробив свій скутер, додавши до нього вогнемет для прискорення та поставивши мотоциклетний двигун об'ємом 125 см3 з наміром поставити світовий рекорд Гінесса розігнавший його до 73 м/г (114 км/г).

### Список проєктів
| Проект                                                                                  | Тип                 | Рік  |
| --------------------------------------------------------------------------------------- | ------------------- | ---- |
| Багатофункціональний дверний дзвінок                                                    | Винахід             | 2016 |
| Азотний бластер на долоні (Люди Х)                                                      | Зброя               | 2016 |
| Зірка Смерті (5000 феєрверків) [Архівовано 2 липня 2016 у Wayback Machine.]             | Установка/Феєрверки | 2016 |
| Гітара-вогнемет та димо-бас [Архівовано 13 серпня 2016 у Wayback Machine.]              | Музика              | 2016 |
| Саморобний Ховербайк [Архівовано 11 липня 2016 у Wayback Machine.]                      | Транспорт           | 2016 |
| Термітна ракетниця [Архівовано 10 липня 2016 у Wayback Machine.]                        | Зброя               | 2016 |
| Ракетниця-феєрверк [Архівовано 21 червня 2016 у Wayback Machine.]                       | Феєрверки/Зброя     | 2016 |
| Колесо на тязі феєрверків [Архівовано 26 листопада 2016 у Wayback Machine.]             | Установка/Феєрверки | 2016 |
| Сміттєвий бак на дистанційному керуванні [Архівовано 12 серпня 2016 у Wayback Machine.] | Обслуговування      | 2016 |
| Термітний чайник [Архівовано 3 жовтня 2016 у Wayback Machine.]                          | Дім                 | 2016 |
| Дріфт-велосипед на реактивних двигунах [Архівовано 16 березня 2016 у Wayback Machine.]  | Транспорт           | 2016 |
| Апокаліптичний бункер [Архівовано 10 липня 2016 у Wayback Machine.]                     | Дім                 | 2015 |
| Прихований клинок Assassin's Creed [Архівовано 12 серпня 2016 у Wayback Machine.]       | Зброя               | 2015 |
| Ліжко-викидач [Архівовано 10 липня 2016 у Wayback Machine.]                             | Дім                 | 2015 |
| Мото-кінь [Архівовано 26 листопада 2016 у Wayback Machine.]                             | Транспорт           | 2015 |
| Азотний бластер на долоні (Люди Х)                                                      | Зброя               | 2016 |
| Зірка Смерті (5000 феєрверків) [Архівовано 2 липня 2016 у Wayback Machine.]             | Установка/Феєрверки | 2016 |
| Гітара-вогнемет та димо-бас [Архівовано 13 серпня 2016 у Wayback Machine.]              | Музика              | 2016 |
| Саморобний Ховербайк [Архівовано 11 липня 2016 у Wayback Machine.]                      | Транспорт           | 2016 |
| Термітна ракетниця [Архівовано 10 липня 2016 у Wayback Machine.]                        | Зброя               | 2016 |
| Ракетниця-феєрверк [Архівовано 21 червня 2016 у Wayback Machine.]                       | Феєрверки/Зброя     | 2016 |
| Колесо на тязі феєрверків [Архівовано 26 листопада 2016 у Wayback Machine.]             | Установка/Феєрверки | 2016 |
| Мусорний бак на дистанційному керуванні [Архівовано 12 серпня 2016 у Wayback Machine.]  | Обслуговування      | 2016 |
| Термітний чайник [Архівовано 3 жовтня 2016 у Wayback Machine.]                          | Дім                 | 2016 |
| Дріфт-велосипед на реактивних двигунах [Архівовано 16 березня 2016 у Wayback Machine.]  | Транспорт           | 2016 |
| Апокаліптичний бункер [Архівовано 10 липня 2016 у Wayback Machine.]                     | Дім                 | 2015 |
| Прихований клинок Assassin's Creed [Архівовано 12 серпня 2016 у Wayback Machine.]       | Зброя               | 2015 |
| Ліжко-викидач [Архівовано 10 липня 2016 у Wayback Machine.]                             | Дім                 | 2015 |
| Мото-кінь [Архівовано 26 листопада 2016 у Wayback Machine.]                             | Транспорт           | 2015 |
| Гарячий ніж для тостів                                                                  | Дім                 | 2015 |
| 300 феєрверків залпом                                                                   | Феєрверки           | 2015 |
| Карт на реактивній тязі                                                                 | Транспорт           | 2015 |
| Мікрохвильовий холодильник                                                              | Техніка             | 2015 |
| Запуск телефона в стратосферу [Архівовано 9 вересня 2016 у Wayback Machine.]            | Аеротехніка         | 2014 |
| Турелі на машину [Архівовано 26 листопада 2016 у Wayback Machine.]                      | Зброя/Транспорт     | 2014 |
| Льодо-велосипед [Архівовано 24 травня 2016 у Wayback Machine.]                          | Транспорт           | 2014 |
| Лук Nerf з вибухівкою [Архівовано 26 листопада 2016 у Wayback Machine.]                 | Зброя               | 2014 |
| Захисний костюм від феєрверків [Архівовано 24 квітня 2016 у Wayback Machine.]           | Одяг                | 2014 |
| Руки-вогнемети (Люди Х) [Архівовано 28 квітня 2016 у Wayback Machine.]                  | Зброя               | 2014 |
| Магнетичні черевики (ходіння по стелі) [Архівовано 12 серпня 2016 у Wayback Machine.]   | Взуття              | 2014 |
| Кігті Росомахи (Люди Х) [Архівовано 2 липня 2016 у Wayback Machine.]                    | Зброя               | 2014 |
| Велосипед на реактивній тязі [Архівовано 12 серпня 2016 у Wayback Machine.]             | Транспорт           | 2013 |
| Найшвидший в світі дитячий візок [Архівовано 12 серпня 2016 у Wayback Machine.]         | Транспорт           | 2012 |
| 72-футовий скутер [Архівовано 17 грудня 2016 у Wayback Machine.]                        | Транспорт           | 2012 |
| Літак проти Скутера [Архівовано 24 травня 2016 у Wayback Machine.]                      | Транспорт           | 2011 |
| Скутер-вогнемет [Архівовано 16 березня 2016 у Wayback Machine.]                         | Транспорт/Вогонь    | 2011 |